# Hollywood Walk of Fame
Hollywood Walk of Fame er et æresfortov langs med gaderne Hollywood Boulevard og Vine Street i Hollywood, Los Angeles, Californien, der fungerer som en underholdningens hall of fame. Fortovet er belagt med mere end 2000 femtakkede stjerner, hvorpå der ikke kun optræder navne på menneskelige berømtheder, men også en del fiktive figurer, som bliver hædret af Hollywood Chamber of Commerce for deres bidrag til underholdningsindustrien. Walk of Fame vedligeholdes af egenfinansieringsforbundet Hollywood Historic Trust. Den allerførste stjerne, uddelt den 9. februar 1960, gik til skuespilleren Joanne Woodward. 

## Kendetegn
Walk of Fame går fra øst til vest på Hollywood Boulevard fra Gower Avenue til La Brea Avenue og fra nord til syd på Vine Street mellem Yucca Street og Sunset Boulevard. Walk of Fame er omkring 5,6 km lang. Lokaliteter af specifikke stjerner er permanente, med undtagelse af, hvis man bliver nødt til at flytte dem pga. byggeprojekter eller lignende. For at få tildelt en stjerne på Hollywood Walk of Fame skal man være til en vis grad interessante for Academy Awards, Emmy Awards, Screen Actors Guild Awards, BAFTA eller Golden Globe. 
Hver stjerne består af en lyserød terrazzo femtakket stjerne, kantet med messing og indlagt i et kvadrat lavet af kulfiber. Inde i den lyserøde stjerne er så navnet på personen (eller figuren). Dette står skrevet med bronze, og nedenunder er der et rundt bronze-emblem med angivelse af den kategori, personen (eller figuren) har modtaget stjernen for. 
Disse symboler er: 
- Et filmkamera for bidrag til filmindustrien
- Et tv-apparat for bidrag til tv-industrien
- En grammofonplade for bidrag til musikindustrien
- En radiomikrofon for bidrag til musikradioindustrien
- En komedie/tragedie-maske for bidrag til levende teater

Der er dog et par undtagelser: Disneylands stjerne har et emblem af en bygning, og stjernen for æresborgmesteren i Hollywood, Johnny Grant, viser The Great Seal of Hollywood. Los Angeles' tidligere borgmester, Tom Bradley, har en stjerne, som illustrerer byvåbnet for Los Angeles . Også Apollo 11-besætningen er navngivet i fire identiske måner på grænsefladen af Hollywood og Vine . 
Ansøgninger om optagelse på Walk of Fame indsendes hvert år senest den 31. maj, hvor Walk of Fames udvalg den efterfølgende måned mødes for at vælge den næste års gruppe af "stjerne-modtagere". Disse stjerne-overrækkelser foregår altid i fuld offentlighed og blev tidligere ledet af Hollywoods borgmester, Johnny Grant, før hans død i 2008.

## Historie
Walk of Fame blev oprettet i 1958. Mange berømtheder har modtaget mere end én stjerne, især i den indledende fase, for deres bidrag til forskellige kategorier, men i de i seneste årtier har man besluttet kun at ære enkeltpersoner, som ikke er blevet præsenteret endnu, med kun enkelte tidligere modtagere, der skulle have mere end én stjerne. I 1978, blev City of Los Angeles' Walk of Fame udpeget som et "Cultural/Historic Landmark" (kulturelt/historisk varetegn). 
Da Walk of Fame blev grundlagt, var det med 2.500 blanke stjerner. I alt 1558 stjerner blev uddelt i løbet af sine første seksten måneder. Siden da er omkring to stjerner blevet tilføjet hver måned. I 1994 var mere end 2000 af de oprindelige stjerner allerede blevet besat, og da flere stjerner kom til, blev Walk of Fame udvidet mod vest, forbi Sycamore til La Brea Avenue, hvor det nu ender på the Silver Four Ladies of Hollywood Gazebo (med stjerner til ære for The Beatles og Elvis Presley). 

### Trivia
- Gene Autry er den første og eneste person, der er blevet hædret med alle fem mulige stjerner for sit bidrag i hver af de fem kategorier[2].

- Diana Ross er en ud af kun en håndfuld berømtheder, der har to stjerner i samme kategori, én som medlem af Supremes og én som en solokunstner. De øvrige er Michael Jackson og Smokey Robinson, samt medlemmerne af The Beatles - John Lennon, Paul McCartney, George Harrison og Ringo Starr.

- I 2002 brød Walk of Fame traditionen med Muhammad Alis stjerne. Hans stjerne er blevet placeret på en væg på Kodak Teater på grund af Alis anmodning, da han ikke ville gås på[3].

- I 2003 blev Britney Spears som 21-årig den yngste til at modtage en stjerne på Walk of Fame. Med denne præstation tog Spears rekorden fra den tidligere Det Lille Hus på Prærien-skuespiller, Melissa Gilbert, som den yngste til at modtage en stjerne på Walk of Fame[4].

- I 2005 fik virksomheder næsten muligheden for at modtage en stjerne på Walk of Fame (Award of Excellence). Den første modtager var Disneyland i anledning af sit 50-års jubilæum. Virksomhedsstjerner bliver uddelt fra private ejendomme i nærheden af Walk of Fame og hører derfor ikke til selve Walk of Fame. Virksomheder skal have stærk tilknytning til Hollywood for at kunne kvalificeres til denne stjerne.[5]

- I februar 2006 blev Judith Sheindlin (bedre kendt som Judge Judy) den første (og hidtil eneste) tv-dommer til at blive tildelt en stjerne på Hollywood Walk of Fame[6].

- Den 24. januar 2007 blev Los Angeles' tv-station og CW-nettet affilierede KTLA-TV (Kanal 5) den første tv-tjeneste (eller netværk) til at blive hædret med en stjerne på Walk of Fame. Billedet på KTLA's stjerne viser en parabolantenne, der angiver en tv-station[7].

- Den 18. november 1978 blev Mickey Mouse den første tegneseriefigur, som fik en stjerne på Hollywood Walk of Fame. Anledningen var Mickeys 50-årsdag, og stjernen er placeret på 6925 Hollywood Blvd.

- Den 14. marts 2008 fik Vince McMahon sin egen stjerne.[8] Han er den første wrestling-kæmper, der har modtaget en stjerne.

- 193 personer har fået mere end en stjerne.

- Flere fiktive figurer er blevet hædret med en stjerne: Mickey Mouse, Søren Spætte, Peter Plys, Anders And, Snurre Snup, Kermit, Lassie, C-3PO, Rollingerne, Simpsons og Snehvide.

- Den danskfødte komiker og skuespiller Karl Dane og den dansk-amerikanske oversætter Jean Hersholt har hver en stjerne. Seks svenskere, der har fået sin stjerne på fortovene, er Ingrid Bergman, Greta Garbo, Anna Q. Nilsson, Mauritz Stiller, Signe Hasso og Ann-Margret.

- Kirsten Flagstad og Sonja Henie er de eneste fra Norge, der har fået en stjerne.

## Indstillingsprocedure til en stjerne
For at en person kan få en stjerne på Walk of Fame skal han eller hun acceptere at deltage i en præsentationsceremoni inden fem års udvælgelse, og et gebyr på 25000 dollar skal betales til Trust for omkostninger såvel som sikkerhed for stjernen. Ved andre lejligheder bliver gebyret betalt af en fanklub, en nomineret person eller en organisation.

## Stjålne stjerner
Fire stjerner er blevet stjålet fra Walk of Fame. De to med James Stewart og Kirk Douglas, som var blevet taget op i løbet af et byggeprojekt, blev stjålet fra pladsen på Vine Street. Den skyldige var en entreprenør, der senere blev fanget med de to stjerner, begge beskadigede og ubrugelige, men disse blev hurtigt udskiftet. 
En af Gene Autrys stjerner er også blevet taget, ligeledes under et byggeprojekt. Den blev senere fundet i Iowa. 
Den 27. november 2005 savede tyve Gregory Pecks stjerne ud af fortovet nær Gower; stjernen blev erstattet i september 2006, men tyvene blev aldrig fanget. 
Kameraer er blevet placeret rundt omkring i gå-distriktet i håb om at fange eventuelle tyve.